# Neuroscience Letters
Neuroscience Letters (Kurzbezeichnung nach ISO 4: Neurosci. Lett.) ist eine zweiwöchentlich erscheinende wissenschaftliche Fachzeitschrift, die Artikel aus dem Bereich der Neurowissenschaften veröffentlicht. Sie wird von dem Wissenschaftsverlag Elsevier verlegt und erscheint alle zwei Wochen. Wissenschaftliche Chefherausgeberin ist mit Stand vom Mai 2024 Pamela E. Knapp von der Virginia Commonwealth University in den USA.
2022 wurden in Neuroscience Letters 363 Artikel veröffentlicht. Mit einem Impact Factor (IF) von 2,5 für das Jahr 2022 nimmt die Zeitschrift in der Statistik der Journal Citation Reports (JCR) den 198. Platz unter 272 Journalen im Themenbereich Neurowissenschaften ein. Die Platzierung hat sich damit im Lauf der letzten Jahre deutlich verschlechtert; für das Jahr 2000 hatte die Zeitschrift in ihrem Themenbereich noch den 88. IF unter damals 203 Titeln. Bezüglich der absoluten Zitationszahlen steht das Journal mit 35.700 Zitaten aus dem Jahr 2022 aber immer noch an 17. Stelle der in den JCR verzeichneten neurowissenschaftlichen Zeitschriften.
Neuroscience Letters funktioniert nach einem hybriden Finanzierungsmodell. Im Standardfall erfordert der Zugriff auf die Artikel ein kostenpflichtiges Abonnement; Autoren können jedoch gegen zusätzliche Veröffentlichungsgebühren ihre Artikel als Open Access, d. h. für Leser kostenfrei und mit dem Recht der Weiternutzung durch Dritte, zugänglich machen.